# Insula Fraser
Insula Fraser este o insulă situată în estul Australiei, mai exact pe coasta de sud a statului Queensland.
Are o lungime de circa 120 km și o latime de 24 km.
Este remarcabilă pentru faptul că este cea mai mare insulă de nisip din lume.
Pentru particularitățile ei geologice, în 1992 a fost inclusă în Patrimoniul UNESCO.